# Филип Гуин Джоунс
Филип Гуин Джоунс (на английски: Philip Gwynne Jones) е уелски писател на произведения в жанра трилър, мемоари и пътепис, всички свързани с Венеция.

## Биография и творчество
Филип Гуин Джоунс е роден през 1966 г. в Суонзи, Южен Уелс. Баща му е банков служител и покрай работата му израства в Суонзи, Кардиф, Тредегар, Порт Толбът и Тенби. Следва компютърни науки в Политехника на Уелс в Трефорест. След дипломирането си работи като IT-специалист в Холандия, Германия и Шотландия.
За пръв път отива в Италия през 1994 г. в Института за научни изследвания (ESRIN) на Европейската космическа агенция във Фраскати. Прекарва двадесет години в IT-индустрията, макар тази работа да не го увлича. Когато със съпругата си са изправени пред съкращения, решават да се преместят във Венеция през 2012 г., където той работи като учител и преводач. Заедно с работа си започва да пише.
Първата му книга The Venice Project (Проектът „Венеция“) е издадена през 2013 г., в която описва първата година от преместването си във Венеция.
През 2017 г. е издадена първата му книга The Venetian Game (Венецианската игра) от поредицата „Венеция“. Главният герой, преводачът на италиански ръководства „Направи си сам“ Нейтън Съдърланд, получава предложение за голяма сума да се грижи за малък пакет, съдържащ изключително ценен античен молитвеник, илюстриран от венециански майстор. Но това го замесва в играта на взаимно противопоставяне на братята близнаци Доменико и Арканджело Моро и в техния смъртоносен бизнес. Романът става бестселър и го прави известен.
Във втория роман от поредицата, „По острието на изкуството“, Нейтън Съдърланд е поканен да участва в ежегодното Венецианско биенале на изкуството, но в Британския павилион е убит световноизвестен изкуствовед, а в джоба му откриват картичка на картината „Юдит обезглавява Олоферн“ от Караваджо. Следват нови убийства и нови картички, а след това и Нейтън получава картичка на Смъртта, носеща коса.
Автор е и на пътеписа „До Венеция с любов“, който е избран от „Ридърс Дайджест“ за книга на 2019 г.
Той е член на Обществото на авторите, Асоциацията на писателите на криминални романи и на Уелския криминален колектив Crime Cymru.
Филип Гуин Джоунс живее със семейството си във Венеция.

## Произведения

### Серия „Венеция“ (Venice)
1. The Venetian Game (2017)[1][2][4]
2. Vengeance in Venice (2018)
По острието на изкуството, изд.: ИК „ЕРА“, София (2021), прев. Росица Тодорова
3. The Venetian Masquerade (2019)
Изгубеният Монтеверди, изд.: ИК „ЕРА“, София (2020), прев. Адриана Момчилова
4. Venetian Gothic (2020)
5. The Venetian Legacy (2021)
6. The Angels of Venice (2022)

### Документалистика
- The Venice Project (2013) – автобиографичен[2]
- To Venice with Love (2019) – пътепис